# Iveta Šranková
Iveta Šranková (* 1. Oktober 1963 in Zlaté Moravce), verheiratete Iveta Hritzová, ist eine ehemalige slowakische Hockeyspielerin. Sie nahm für die Tschechoslowakei 1980 an den Olympischen Spielen teil und gewann dort die Silbermedaille.

## Karriere
Iveta Šranková, welche zu dieser Zeit für den TJ Calex Moravce in ihrer Heimatstadt Zlaté Moravce spielte, wurde vom Československý olympijský výbor im Alter von 16 Jahren als jüngste Hockeyspielerin für die Olympischen Sommerspiele 1980 in Moskau nominiert, wo es zur olympischen Premiere vom Hockey der Damen kam. Mit der tschechoslowakischen Mannschaft konnte sie dabei nach drei Siegen, einem Unentschieden und einer Niederlage in der Endabrechnung den zweiten Platz hinter der Mannschaft von Simbabwe belegen und die Silbermedaille gewinnen.